# كيفن بانجوس
كيفن بانجوس (بالإنجليزية: Kevin Pangos)‏ مواليد 26 يناير 1993 في أونتاريو، هو لاعب كرة سلة كندي. بدأ مسيرته الاحترافية في سنة 2015. يحمل الرقم 3. يبلغ طوله 6 قدم 2 بوصة (1.9 م). لعب مع سي بي غران كناريا وزالغيريس لكرة السلة.

## روابط خارجية
- كيفن بانجوس على موقع الاتحاد الدولي لكرة السلة (الإنجليزية)
- كيفن بانجوس على موقع الدوري الأوروبي لكرة السلة (الإنجليزية)
- كيفن بانجوس على موقع إن بي أي (الإنجليزية)
- كيفن بانجوس على موقع سبورتس رفرنس (الإنجليزية)
- كيفن بانجوس على موقع الدوري الإسباني لكرة السلة (الإسبانية)
- كيفن بانجوس على موقع كرة السلة الأوروبية.كوم (الإنجليزية)
- كيفن بانجوس على موقع كلية كرة السلة في سبورتس رفرنس.كوم (الإنجليزية)
- كيفن بانجوس على موقع ريلجم (الإنجليزية)
- كيفن بانجوس على موقع بروبوليرز (الإنجليزية)
- كيفن بانجوس على موقع سبورتس رفرنس (الإنجليزية)